# آرام‌اس اوشنیک (۱۸۹۹)
آرام‌اس اوشنیک (۱۸۹۹) (به انگلیسی: RMS Oceanic (1899)) یک کشتی است که طول آن ۷۰۴ فوت (۲۱۵ متر) می‌باشد. این کشتی در سال ۱۸۹۹ ساخته شد.